# Saab 900
De Saab 900 was een auto van Saab Automobile geproduceerd van 1978 tot en met 1998 in twee generaties. De eerste generatie is geproduceerd van 1978 tot en met 1993 (en de cabriolet tot en met 1994). De tweede generatie is geproduceerd van 1993 tot en met 1998. De eerste generatie staat bekend als 900 Classic of 900 Old Generation (OG), de tweede generatie als 900 New Generation (NG).

## 900 Classic (1978-1994)
De Saab 900 classic is ontworpen als vervanger van de Saab 99 in een hoger segment. De eerste Saab 900 classic werd in mei 1978 gepresenteerd. De Saab 900 heeft in zijn geschiedenis vele wijzigingen gehad. Zo kwam in 1984 de eerste 900 classic uit met 16-kleppenmotor naast de 8-kleppenmotor, waarna de 8-kleppenmotor in 1987 uit productie ging. In 1987 werd de grille en het front gewijzigd en in 1988 werd de velgsteek veranderd.
Omdat de productiekosten van de 900 nauwelijks rendabel waren vanwege de lange montagetijden en de complexe en dure onderdelen, waren grote besparingsmaatregelen noodzakelijk, die echter tot kwaliteitsverliezen leidden. Drie jaar na de overname van Saab door General Motors werd productie van de succesvolle maar niet meer rendabele eerste generatie 900 stopgezet en vervangen door een opvolger met dezelfde naam, die gebaseerd was op de Opel Vectra.
Van de eerste generatie 900 zijn 908.810 exemplaren geproduceerd. De hatchback liep tot eind 1993 van de band, terwijl de cabriolet tot medio 1994 werd gebouwd. De productie van de sedan was eind 1991 al afgelopen.

### Motoren (1983)
|                              | GL                          | GLs                          | GLi                           | GLE                           | Turbo                         |
| Motoreigenschappen           |                             |                              |                               |                               |                               |
| Motortype                    | 4-cilinder in-lijn          | 4-cilinder in-lijn           | 4-cilinder in-lijn            | 4-cilinder in-lijn            | 4-cilinder in-lijn            |
| Brandstofinjectie            | 1 horizontale carburateur   | 2 horizontale carburateurs   | Mechanische brandstofinjectie | Mechanische brandstofinjectie | Mechanische brandstofinjectie |
| Turbo                        | nee                         | nee                          | nee                           | nee                           | ja                            |
| Cilinderinhoud               | 1985 cm³                    | 1985 cm³                     | 1985 cm³                      | 1985 cm³                      | 1985 cm³                      |
| Vermogen                     | 73 kW (100 pk) bij 5200/min | 79 kW (108 pk) bij 5200/min  | 87 kW (118 pk) bij 5500/min   | 87 kW (118 pk) bij 5500/min   | 107 kW (145 pk) bij 5000/min  |
| Koppel                       | 162 Nm bij 3500/min         | 164 Nm bij 3300/min          | 167 Nm bij 3700/min           | 167 Nm bij 3700/min           | 235 Nm bij 3000/min           |
| Krachtoverbrenging           |                             |                              |                               |                               |                               |
| Aandrijving                  | Voorwielaandrijving         | Voorwielaandrijving          | Voorwielaandrijving           | Voorwielaandrijving           | Voorwielaandrijving           |
| Transmissie                  | handgeschakelde 4-bak       | handgeschakelde 4-bak        | handgeschakelde 5-bak         | handgeschakelde 5-bak         | handgeschakelde 5-bak         |
| Optionele transmissie        | -                           | Borg-Warner 3-traps automaat | -                             | Borg-Warner 3-traps automaat  | Borg-Warner 3-traps automaat  |
| Meetwaarden                  |                             |                              |                               |                               |                               |
| Acceleratie, 0-100 km/h      | 14,5 s                      | 14,0 s                       | 12,5 s                        | 12,5 s                        | 9,0 s                         |
| Topsnelheid                  | 160 km/h                    | n.b.                         | 175 km/h                      | 175 km/h                      | 195 km/h                      |
| Brandstofverbruik (l/100 km) | 11,6 l                      | n.b.                         | 12,7 l                        | 12,7 l                        | 13,8-14,6 l                   |
| Massa                        | 1150-1220 kg                | 1150-1220 kg                 | 1150-1220 kg                  | 1150-1220 kg                  | 1190-1290 kg                  |

## 900 New Generation (1993-1998)
De tweede generatie 900 was bij het verschijnen in de zomer van 1993 het eerste door General Motors geregisseerde model van Saab. Bij de productie werden vele onderdelen van andere GM-modellen gebruikt, zo waren grote delen van het onderstel afkomstig van de Opel Vectra A. Uiterlijk was de auto vergelijkbaar met de eerste 900, de scherpe randen waren nu enigszins afgerond. Technisch gezien was de meest opvallende verandering ten opzichte van zijn voorganger de in dwarsrichting geplaatste motor, de versnellingsbak zat links van de motor. De compactere aandrijflijn leidde tot meer interieurruimte.
Ook bij de motoren was er naast de Saab-viercilinders (atmosferische motoren en turbomotoren) een V6-motor van Opel leverbaar. Vanaf de zomer van 1994 werd de Saab 900 NG ook als cabriolet aangeboden. Van de 900 NG werden 273.568 exemplaren gemaakt.
De opvolger was de Saab 9-3 die begin 1998 werd geïntroduceerd en was voorzien van 450 nieuwe onderdelen ten opzichte van zijn voorganger.
Vroegere modellen:
92001 · 
92 · 
93 · 
Sonnett I · 
95 · 
96 · 
Sonnett II · 
Sonnett III · 
99 · 
90 · 
600 · 
900 · 
9000 · 
9-3 · 
9-5 ·
9-4X · 
9-7X
Voormalig geplande modellen:
9-1/9-2 · 
9-6X
Conceptmodellen:
Aero-X · 
9-X